# Estación de ferrocarril de Shenyang Norte
La Estación de Shenyang Norte (en chino tradicional, 瀋陽北站; en chino simplificado, 沈阳北站; pinyin, Shěnyángběi Zhàn), anteriormente conocida como estación de Mukden y la estación de Liaoning, es una estación de ferrocarril de la ciudad china de Shenyang, en la provincia de Liaoning. Es una de las terminales de trenes más importante de Shenyang, bajo la jurisdicción de China Railway Shenyang Group, una rama de China Railways. Shenyang Norte solo maneja el transporte ferroviario de pasajeros, pero no el transporte de carga. La estación fue inaugurada en 1911, pero el edificio actual de la estación fue reconstruido y reinaugurado el 22 de diciembre de 1990.

## Historia

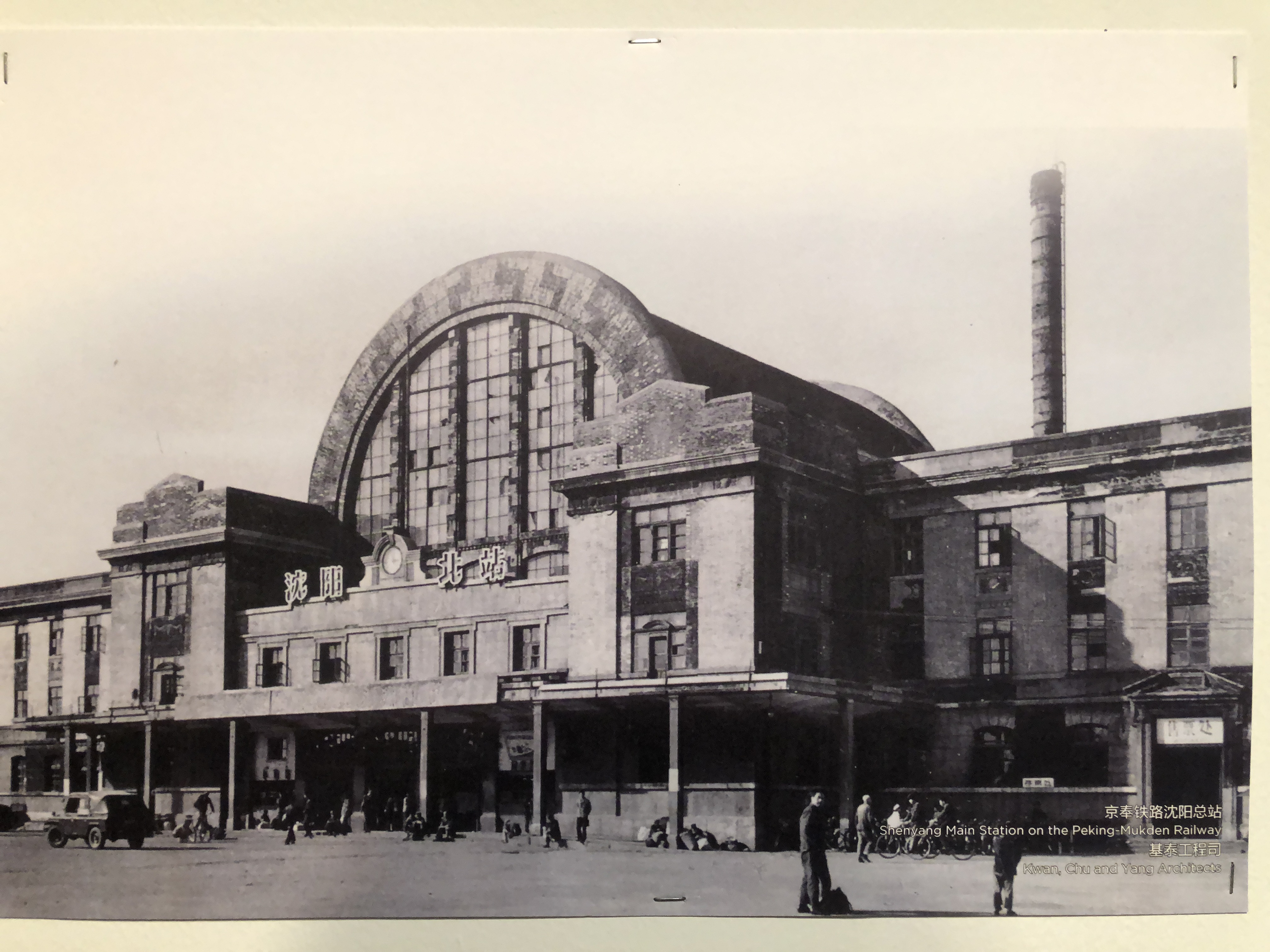
Imagen de la entonces estación de Mukden.

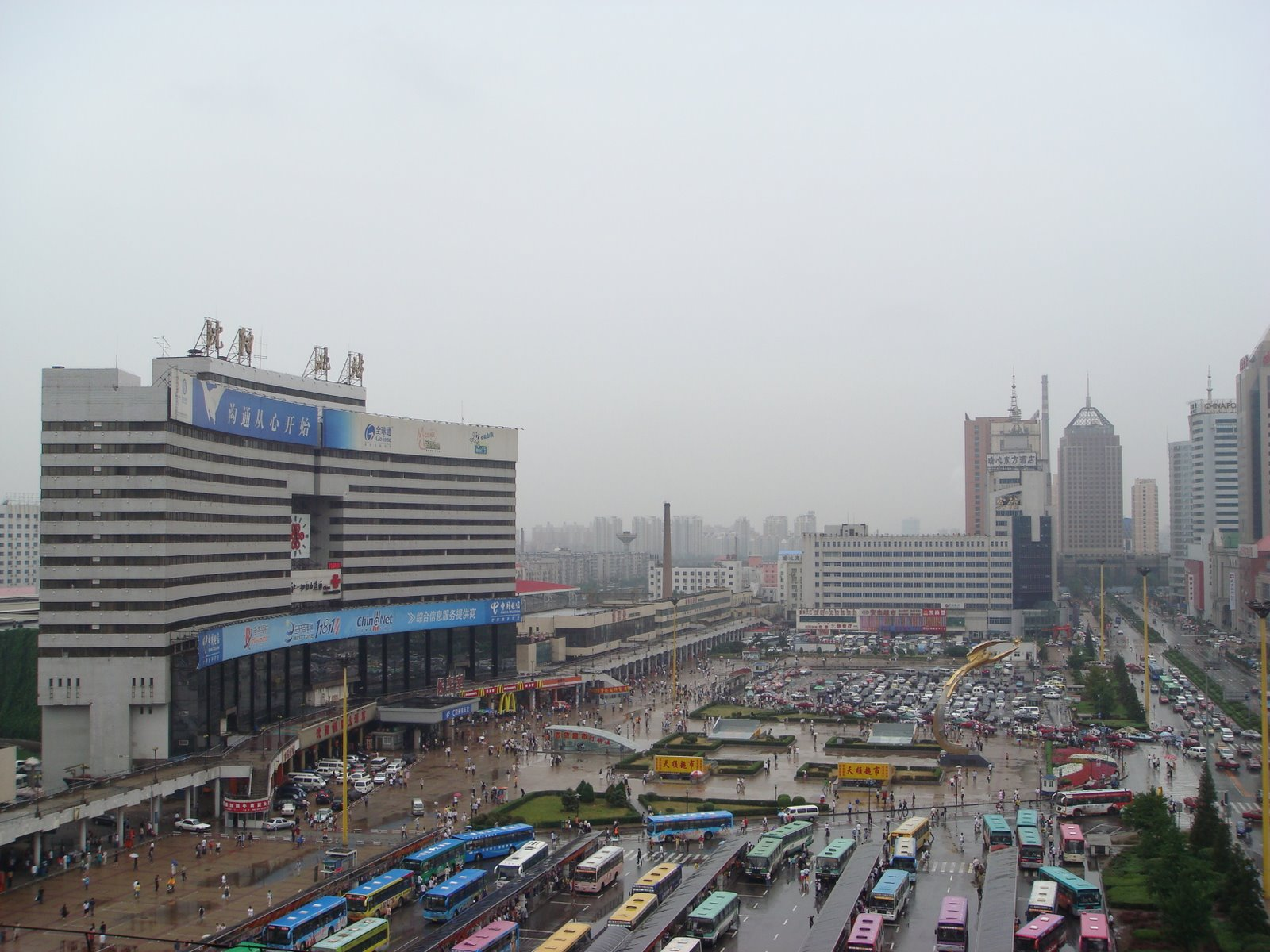
Imagen actual de la estación y terminal de bus.

La estación se inauguró en 1911 bajo la ocupación japonesa de Shenyang. La estación de ferrocarril Shenyang Norte era antes la "estación principal de Liaoning" (en chino, 遼寧總站) antes de 1946 y se conoce coloquialmente como la "Antigua estación del norte" (en chino, 老北站). El edificio original se reconstruyó, no obstante, en 1927. El edificio actual de la estación principal (en chino, 主站房) comenzó a construirse en 1986 y se puso en funcionamiento en diciembre de 1990 y se convirtió en uno de los cinco centros ferroviarios más importantes de China, con el sobrenombre de "Estación del Noreste n.° 1" (en chino, 东北第一站).
En 2011, se inició un gran proyecto de expansión conocido como el "Proyecto de Reconstrucción del Centro de Transporte de la Estación Norte" (en chino, 北站交通枢纽改造工程) en respuesta a la creciente demanda de área de piso planteada por el creciente tráfico de pasajeros después de la introducción del servicio ferroviario de alta velocidad. La estación ahora tiene un "Edificio de Subestación" adicional de 3 pisos (en chino, 子站房) y una "Plaza del Norte" (en chino, 北广场) en el lado norte (distrito de Huanggu) de los ferrocarriles, mientras que la antigua sala de espera en el edificio original de 16 pisos ahora se reubica en un gran vestíbulo elevado que se extiende sobre las vías del tren, con un techo sin pilares (el más grande en China continental) que domina las plataformas.
La Plaza Sur (en chino, 南广场) fuera del edificio de la estación principal se reconstruyó en un complejo de varios niveles, con dos sobre el nivel del suelo formando una zona elevada de descenso al estilo de un aeropuerto y una gran área a nivel del suelo para paradas de autobús, así como un ciudad subterránea de tres niveles que ofrece centros comerciales, aparcamientos, recogida de taxis e intercambio con la línea 2 del metro, a la vez que también es capaz de convertirse rápidamente en un refugio antiaéreo si es necesario.